# Lakas-CMD
Le Lakas-CMD pour Lakas-Christian Muslim Democrats (« Lakas - Démocrates chrétiens musulmans ») est un parti politique philippin fondé originellement en 1992. Deux présidents de la République sont issus de ses rangs : Fidel Ramos et Gloria Macapagal-Arroyo.
Le parti se nomme d’abord Lakas-NUCD de 1991 à 1998 avec la fusion du Partido Lakas ng tao et du National Union of Christian Democrats (NUCD) ; Lakas-NUCD-UMDP de 1998 à 2004 après la fusion avec le United Muslim Democrats of the Philippines (UMDP), le Lakas-CMD de 2004 à 2009, le Lakas-Kampi-CMD de 2009 à 2012 après sa fusion avec le Kabalikat ng Malayang Pilipino (KAMPI), et enfin de nouveau le Lakas–CMD de 2012 à nos jours.

## Historique
En 1991, le LDP choisit Ramon Mitra comme candidat pour l’élection présidentielle de 1992. Ce choix conduit Fidel Ramos, qui était alors ministre de la Défense, à faire scission du LDP pour pouvoir se présenter lui-même à la présidentielle. Il fonde d'abord le Partido Lakas ng tao, puis fait alliance avec le National Union of Christian Democrats pour former le Lakas-NUCD en 1992,. Ce nouveau parti perd les législatives de mai 1992 face au LDP, mais Fidel Ramos remporte la présidentielle en juin, ce qui entraîne le ralliement de nombreux députés pour former une majorité de gouvernement. En 1995, le Lakas-NUCD et le LDP forment la coalition Lakas-Laban qui remporte les élections législatives.
En 1998, le parti s'allie avec le UMDP (les démocrates musulmans), mais des membres menés par de Villa quittent le parti pour former le Partido para sa Demokratikong Reporma. Lors des élections de 1998, le Lakas-NUCD-UMDP remporte d'abord les législatives, mais perd la présidence et doit se contenter seulement de la vice-présidence avec Gloria Macapagal-Arroyo.
En 2004, Gloria Macapagal-Arroyo remporte la présidentielle et obtient une majorité au congrès à la tête de la coalition K4.
En 2008, le Lakas-CMD annonce sa volonté de fusionner avec le KAMPI (dont la présidente Gloria Macapagal-Arroyo est issue), formant alors le plus grand parti du pays, mais souffrant de dissensions internes,,. Cette décision pousse l'ancien président de la République Fidel Ramos à former un groupe dissident s'opposant à la fusion en 2009.
Le Lakas-Kampi-CMD perd sa majorité au Congrès en 2010, et l’ancienne présidente Gloria Macapagal-Arroyo est arrêtée en 2013 pour des faits de corruption. Le sénateur Ramon Revilla prend la tête du parti durant cette période de crise. En 2011, des anciens membres du KAMPI quittent le parti pour former le National Unity Party.
En 2016, le Lakas-CMD soutient Rodrigo Duterte à la présidentielle.

## Résultats électoraux
- Source[8].

### Président
| Élection | Candidat                | Nombre de voix | Pourcentage de voix | Résultat                             |
| -------- | ----------------------- | -------------- | ------------------- | ------------------------------------ |
| 1992     | Fidel V. Ramos          | 5 342 521      | 23,58 %             | Gagné                                |
| 1998     | Jose de Venecia         | 4 268 483      | 15,87 %             | Perdu                                |
| 2004     | Gloria Macapagal-Arroyo | 12 905 808     | 39,99 %             | Gagné                                |
| 2010     | Gilberto Teodoro        | 4 095 839      | 11,33 %             | Perdu                                |
| 2016     |                         |                |                     | Soutient Rodrigo Duterte (vainqueur) |

### Vice-président
| Élection | Candidat                | Nombre de voix | Pourcentage de voix | Résultat                            |
| -------- | ----------------------- | -------------- | ------------------- | ----------------------------------- |
| 1992     | Emilio Osmeña           | 3 362 467      | 16,47 %             | Perdu                               |
| 1998     | Gloria Macapagal-Arroyo | 12 667 252     | 49,56 %             | Gagné                               |
| 2004     |                         |                |                     | Soutient Noli de Castro (vainqueur) |
| 2010     | Edu Manzano             | 807 728        | 2,30 %              | Perdu                               |
| 2016     |                         |                |                     | Ne présente pas de candidat         |

### Sénat
| Élection | Nombre de voix | Pourcentage de voix | Sièges gagnés | Sièges occupés après l'élection | Résultat                                    |
| -------- | -------------- | ------------------- | ------------- | ------------------------------- | ------------------------------------------- |
| 1992     | 48 658 631     | 17,6 %              | 2 / 24        | 2 / 24                          | Perdu                                       |
| 1995     | 123 678 255    | 68,6 %              | 8 / 12        | 18 / 24                         | Gagné                                       |
| 1998     | 93 261 379     | 45,4 %              | 5 / 12        | 12 / 24                         | Gagné                                       |
| 2001     | 47 466 515     | 19,5 %              | 3 / 12        | 7 / 24                          | Membre de la coalition PPC (vainqueur)      |
| 2004     | 80 684 233     | 31,7 %              | 4 / 12        | 7 / 24                          | membre de la coalition K4 (vainqueur)       |
| 2007     | 59 973 862     | 22,3 %              | 1 / 12        | 4 / 24                          | Membre de la coalition TEAM Unity (perdant) |
| 2010     | 38 123 091     | 13,84 %             | 2 / 12        | 4 / 24                          | Perdu                                       |
| 2013     |                |                     | 0 / 12        | 2 / 24                          | Ne présente pas de candidat.                |
| 2016     | 13 056 845     | 4,08 %              | 0 / 12        | 0 / 24                          | Perdu                                       |

### Chambre des représentants
| Élection | Nombre de voix | Pourcentage de voix | Sièges    | Résultat                                      |
| -------- | -------------- | ------------------- | --------- | --------------------------------------------- |
| 1992     | 3 951 144      | 21,20 %             | 41 / 200  | Perdu                                         |
| 1995     | 7 811 625      | 40,7 %              | 100 / 258 | gagné                                         |
| 1998     | 11 981 024     | 49 %                | 111 / 204 | Gagné                                         |
| 2001     |                |                     | 73 / 256  | Membre de la coalition PPC (vainqueur)        |
| 2004     |                |                     | 92 / 261  | Mène la coalition K4 (vainqueur)              |
| 2007     |                |                     | 89 / 270  | Membre de la coalition TEAM Unity (vainqueur) |
| 2010     | 13 042 643     | 37,84 %             | 107 / 286 | Gagné                                         |
| 2013     | 1 472 464      | 5,33 %              | 14 / 292  | Perdu                                         |
| 2016     | 573 843        | 1,54 %              | 4 / 297   | Majorité                                      |
| 2022     | 4 523 972      | 9,39 %              | 23 / 316  | Majorité                                      |
| 2025     | 16 596 698     | 32,87 %             | 103 / 317 | Majorité                                      |